# Christl Haas
Christl Haas   (Kitzbühel, 19 de setembre de 1943 - Manavgat, 8 de juliol de 2001) fou una esquiadora alpina austríaca que destacà a la dècada del 1960.

## Biografia
Va néixer el 19 de setembre de 1943 a la ciutat de Kitzbühel, població situada a la regió del Tirol. Va morir el 8 de juliol de l'any 2001 a la població de Manavgat, situada a la província turca d'Antalya, a conseqüència d'un atac de cor mentre nedava.

## Carrera esportiva
Especialista en esquí alpí, Haas va destacar el 1962 en el Campionat del Món d'esquí alpí realitzat a Chamonix (França) en imposar-se als 19 anys en la prova de descens. En els Jocs Olímpics d'Hivern de 1964 realitzats a Innsbruck (Àustria) es convertí en una heroïna nacional en aconseguir guanyar la medalla d'or en les proves de descens. Aquesta medalla és vàlida per al Campionat del Món, al mateix temps que en aquesta competició aconseguí la medalla de plata en la prova de combinada alpina. En els Jocs Olímpics d'Hivern de 1968 realitzats a Grenoble (França) aconseguí guanyar la medalla de bronze en la prova de descens.
Al llarg de la seva carrera aconseguí guanyar quatre proves de la Copa del Món d'esquí alpí, finalitzant com a millor resultat desena l'any 1968.
En els Jocs Olímpics d'Hivern de 1976 realitzats a Innsbruck (Àustria) fou l'encarregada, juntament amb el corredor de luge Josef Feistmantl, de fer l'últim relleu de la flama olímpica i encendre el peveter.